# Kanton Marmoutier
Marmoutier is een voormalig kanton van het Franse departement Bas-Rhin. Het kanton maakte deel uit van het arrondissement Saverne. Het werd opgeheven bij decreet van 18 februari 2014, met uitwerking op 22 maart 2015.

## Gemeenten
Het kanton Marmoutier omvatte de volgende gemeenten:
- Allenwiller
- Birkenwald
- Crastatt
- Dimbsthal
- Gottenhouse
- Haegen
- Hengwiller
- Hohengœft
- Jetterswiller
- Kleingœft
- Knœrsheim
- Landersheim
- Lochwiller
- Marmoutier (hoofdplaats)
- Otterswiller
- Rangen
- Reinhardsmunster
- Reutenbourg
- Salenthal
- Schwenheim
- Singrist
- Thal-Marmoutier
- Westhouse-Marmoutier
- Zehnacker
- Zeinheim